# The Naked Gun: From the Files of Police Squad!
The Naked Gun: From the Files of Police Squad! is een Amerikaanse film uit 1988, en de eerste film in de The Naked Gun-filmserie. De films gaan over de avonturen van de stuntelige Luitenant Frank Drebin. De hoofdrollen werden vertolkt door Leslie Nielsen, Priscilla Presley, George Kennedy, en O.J. Simpson. 
In 2000 kozen lezers van het tijdschrift Total Film de eerste Naked Gun film als 39e op de lijst van beste komedies aller tijden.
Major League Baseball-spelers Reggie Jackson en Jay Johnstone hebben cameo’s in de film als zichzelf, evenals scheidsrechters Joe West en Hank Robinson. Professionele verslaggevers Curt Gowdy, Jim Palmer, Tim McCarver, Mel Allen, Dick Enberg en Dick Vitale doen in de film mee als commentators tijdens de honkbalwedstrijd, evenals de psychologe dr. Joyce Brothers.

## Verhaal
De plot van de film is in eerste instantie een parodie op detectivefilms met stereotype personages, omgevingen en situaties. Veel andere filmgenres en stijlen worden ook belachelijk gemaakt.
De film begint in Beiroet waar een bijeenkomst plaatsvindt van anti-Amerikaanse leiders: Ruhollah Khomeini, Michail Gorbatsjov, Yasser Arafat, Moammar al-Qadhafi en Idi Amin. Allemaal beramen ze een terroristische aanval op Amerika. Frank Drebin is echter undercover op de vergadering aanwezig en schakelt alle leden uit. Bij zijn ontsnapping valt hij echter uit het raam.
Ondertussen, in Los Angeles, is agent Nordberg bezig met een onderzoek naar een drugssmokkel in de haven. Hij wordt echter gezien door de schurk Vincent Ludwig en wordt meerdere malen beschoten. Na in zijn val eerst nog wat ongelukken te krijgen (zoals tegen een pasgeverfde deur aanlopen en zijn handen branden aan een kachel) valt hij in het water. Hij wordt op tijd gevonden en naar het ziekenhuis gebracht, waar Frank en Ed hem opzoeken.
Ondertussen heeft Vincent Ludwig een ontmoeting met een man genaamd Papshmir. Ludwig maakt bekend de Britse koningin Elizabeth II van het Verenigd Koninkrijk te zullen vermoorden bij haar staatsbezoek aan de Verenigde Staten in ruil voor 20 miljoen dollar. Hij toont zijn nieuwste uitvinding: een apparaatje waarmee mensen via hun horloge kunnen worden gehypnotiseerd zodat ze iemand vermoorden. Naderhand weet de “moordenaar” niets meer van wat er gebeurd is. In het ziekenhuis wordt een aanslag op Nordberg gepleegd door een dokter, die door het hypnose-apparaat wordt beïnvloed. Frank kan de aanslag voorkomen en volgt de dokter. De achtervolging eindigt wanneer de dokter op een legerraket een vuurwerkfabriek binnenvliegt.
Frank wordt op Nordbergs zaak gezet en ontmoet Ludwigs assistente Jane Spencer. De twee worden verliefd. Jane weet niets van Ludwigs ware aard en helpt Frank bij zijn onderzoek.
Frank breekt in bij Ludwigs appartement en vindt daar bewijzen dat de koningin zal worden vermoord. Hij kijkt echter niet uit met een aansteker en er ontstaat brand, waarbij alle bewijzen worden vernietigd. Als hij later probeert de koningin “voor een aanslag te behoeden” maar daarbij alles in het honderd laat lopen, wordt hij van de zaak afgehaald.
In de climax van de film neemt Ludwig de koningin mee naar een honkbalwedstrijd van de California Angels, met de intentie een van de spelers te hypnotiseren zodat die de koningin vermoordt. Frank komt achter het plan dankzij Jane, en gaat undercover het speelveld op: eerst als een zanger die het Amerikaanse volkslied moet zingen (waar hij dan ook een puinhoop van maakt), en later als scheidsrechter. Wanneer Ludwig toeslaat, alarmeert Jane Frank en die kan de aanslag nog net verijdelen.
Ludwig is razend en neemt Jane in gijzeling. Frank schakelt Ludwig uit met een verdovingspijltje en hij valt een aantal verdiepingen naar beneden op straat. Daar wordt hij overreden door een bus, een stoomwals en ten slotte een fanfare. Een van de fanfareleden stapt per ongeluk op Ludwigs apparaatje, waardoor Jane gehypnotiseerd wordt en denkt dat ze Frank moet vermoorden. Frank weet haar echter om te praten en ze breekt los uit de hypnose.
Frank wordt bedankt door de burgemeester voor zijn dappere optreden. Ook Nordberg is aanwezig, zij het in een rolstoel. Het gaat al beter met hem, totdat Frank hem een schouderklopje geeft en hij met rolstoel en al van een trap van het stadion afrijdt, en over de reling het veld op wordt gelanceerd.

## Rolverdeling
| Acteur            | Personage             |
| ----------------- | --------------------- |
| Leslie Nielsen    | Frank Drebin          |
| Priscilla Presley | Jane Spencer          |
| Ricardo Montalbán | Vincent Ludwig        |
| George Kennedy    | Ed Hocken             |
| O.J. Simpson      | Nordberg              |
| Susan Beaubian    | Wilma Nordberg        |
| Nancy Marchand    | Burgemeester          |
| Jeannette Charles | Koningin Elizabeth II |
| Ed Williams       | Ted Olson             |
| Raye Birk         | Papshmir              |

## Achtergrond

### Filmparodieën
- Het plot is gebaseerd op de Charles Bronson-film Telefon uit 1977.
- Wanneer Frank en Ed de wind van voren krijgen over het vernielen van Ludwigs kantoor gebruikt Frank enkele dialogen van Clint Eastwood in Dirty Harry.
- Ludwigs opmerkingen over Drebin ("I want him dead! I want his family dead! I want his house burned to the ground! " etc.) komen woord voor woord van Al Capones dialoog tegen Eliot Ness in The Untouchables.
- Franks dialoog (en huwelijksaanzoek) tegen Jane parodieert Casablanca een aantal keren.

### Filmreferenties
- De afleveringen "Boys Do Cry" en "PTV" van Family Guy parodiëren de Naked Gun-films.
- De aflevering "Alone Again, Natura-Diddily" van The Simpsons maakt een referentie naar de val van Nordberg op het einde van de film. In de aflevering "Cape Feare" wordt Sideshow Bob platgewalst door een marcherende fanfare net als Ludwig in de film.

### Vertalingen
- French: Y a-t-il un flic pour sauver la reine ? ("Is er een politieagent die de koningin kan redden?")
- Spanish: ¿Y dónde está el policia? ("En waar is de politie?")

## Release en ontvangst
The Naked Gun: From the Files of Police Squad! ging op 2 december 1988 in première. De film werd door recensenten in het algemeen positief ontvangen. Op Rotten Tomatoes heeft de film een score van 86% op basis van 57 beoordelingen. Metacritic komt op een score van 76/100, gebaseerd op 13 beoordelingen.

## Trivia
- Hoewel de Police Squad!-serie zich afspeelt in Chicago vindt de film plaats in Los Angeles.
- De receptie van de koningin werd gefilmd in het Ambassador Hotel. Dit hotel ging een maand na uitkomst van de film dicht.
- De honkbalscènes werden gefilmd in het Dodger Stadium in Los Angeles.
- Hoewel de beginscène anders doet vermoeden, kunnen sommige leiders elkaar in het echt nooit gezien hebben. Zo werd Oeganda door Idi Amin geregeerd tot 1979 en kwam Michail Gorbatsjov in de Sovjet-Unie pas in 1985 aan de macht.
- Tijdens de scène waarin Frank Drebin en Jane Spencer met elkaar optrekken, is het nummer I'm Into Something Good van Herman's Hermits te horen.